# Talking Loud and Clear
Talking Loud and Clear is een nummer van de Britse band Orchestral Manoeuvres in the Dark uit 1984. Het is de tweede single van hun vijfde studioalbum Junk Culture.
In het Britse muziektijdschrift Smash Hits noemde Duran Duran-bassist John Taylor het nummer "erg charmant" en een "goede opname". "Talking Loud and Clear" leverde Orchestral Maneovres in the Dark een hit op op de Britse eilanden, in het Nederlandse taalgebied en in Duitsland. De plaat bereikte de 11e positie in het Verenigd Koninkrijk. In Nederland en Vlaanderen deed het nummer het beter. Daar werd het een top 10-hit met een 5e positie in de Nederlandse Top 40 en een 6e positie in de Vlaamse Radio 2 Top 30.